# Santo Domingo de Silos
Santo Domingo de Silos – gmina w Hiszpanii, w prowincji Burgos, w Kastylii i León, o powierzchni 78,91 km². W 2011 roku gmina liczyła 310 mieszkańców. Na terenie gminy znajduje się zabytkowe Opactwo św. Dominika z Silos.